# Haliya
Un haliya (en nepalès: हलिया) és un treballador agrícola no remunerat del Nepal, que treballa la terra d'una altra persona. El significat literal del concepte és 'un que llaura'. Els haliyas es poden trobar per tot el Nepal. A les regions muntanyoses més llunyanes del sistema haliya és considerat com un sistema de servitud per deutes.
El setembre de 2008, aquest sistema fou abolit pel govern maoista nepalès del PCN (M).